# Westernfilm

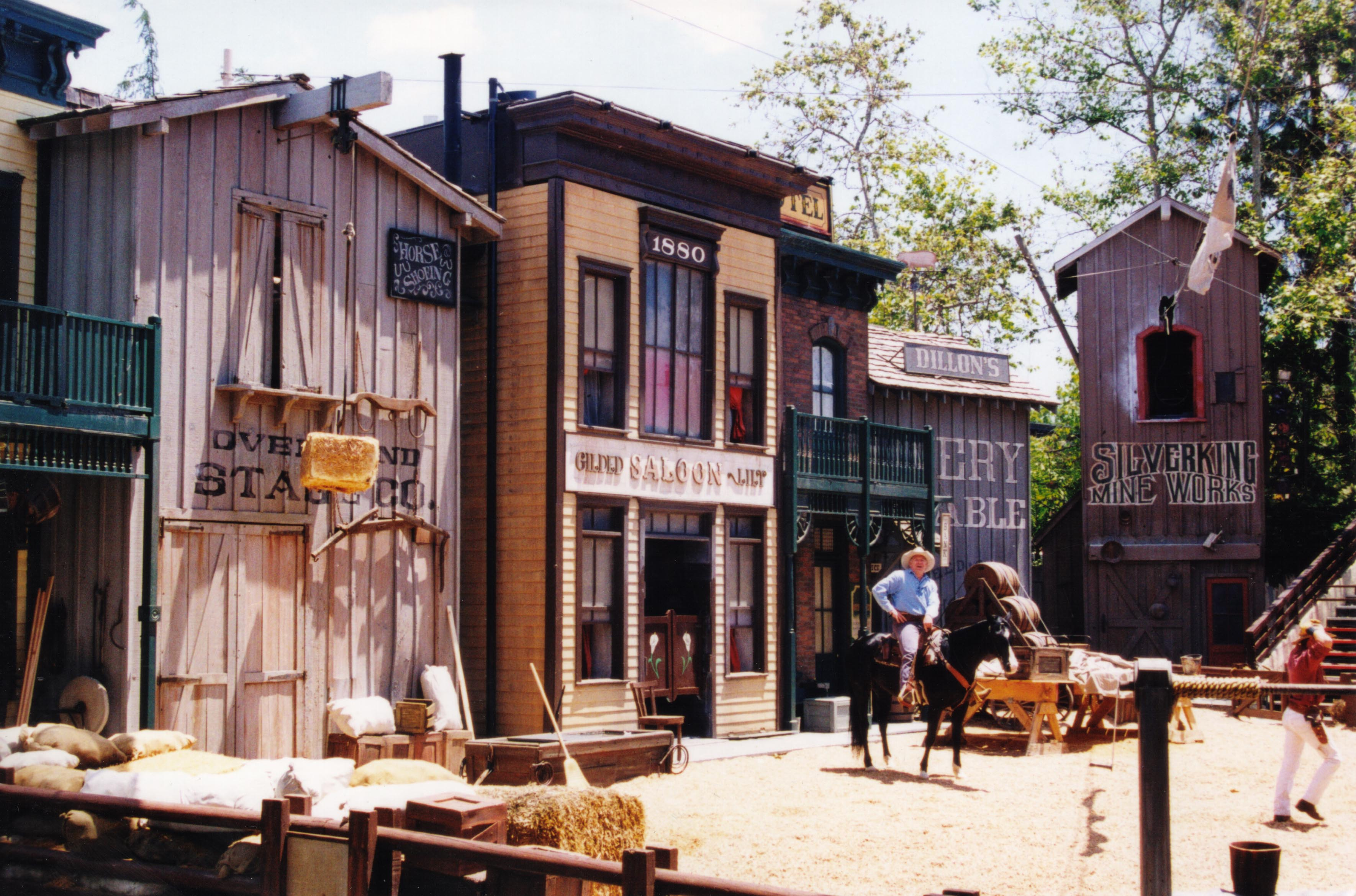
Az Universal Studios egyik westernfilmes díszlete

A westernfilm egy filmes műfaj, mely a 19. századi amerikai vadnyugaton játszódik. Szereplői cowboyok, indiánok, revolverhősök, magányos lovasok, aranyásók és szerencsevadászok, akik a nyugati part deszkavárosaiban próbálnak boldogulni.

## Alműfajai
A westernfilmeknek az évek alatt számos alműfaja kialakult, sok filmet ráadásul nem is Amerikában, hanem már Európában forgattak, európai színészekkel, európai forgatókönyv alapján.
- Spagettiwestern
- Vörös western
- Eastern